# Amt Cottbus
Das Amt Cottbus war ein kurfürstlich-brandenburgisches, später königlich-preußisches Domänenamt mit Sitz in Cottbus (Brandenburg). Das nicht zusammen hängende Amtsgebiet lag teils im heutigen Stadtgebiet von Cottbus, überwiegend aber im heutigen Landkreis Spree-Neiße. Es entstand aus dem Hausbesitz der Herrschaft Cottbus und dem um 1740 mit dem Amt Cottbus vereinigten Amt Sielow. 1832 kam auch noch das Amt Peitz hinzu. 1872/74 wurde das Amt Cottbus aufgelöst.

## Geschichte
Die Herrschaft Cottbus in der Niederlausitz wurde um/nach 1400 in zwei Hälften geteilt. 1445 kam die Hälfte des Reinhard von Cottbus an den Brandenburgischen Markgrafen Friedrich II., 1455 nach dem Tod des Luther von Cottbus auch die andere Hälfte.
Das Amt Cottbus soll nach Berthold Schulze aus dem Hausbesitz der Herrschaft Cottbus und eingezogenen kirchlichen Gütern des Minoritenklosters in Cottbus um 1540 von Johann von Küstrin gebildet worden sein. Allerdings bestellte schon Kurfürst Joachim I. 1517 Balthasar von Buch zum Hauptmann von Cottbus und Peitz. So haben wir ihme zu seiner Haußhaltung und versoldung In unserm Sloß Cottbus auff folgende Personen ... auß unsern ampten zu haben und zu nehmen verordent und vergonnt, das Ime unser Castner daselbs zu iglicher Zeit reichen und geben soll zweihundert gulden an gewonlicher Muntz Landeswerung, dartzu vierzig maldern havern ... Die Notiz besagt eindeutig, dass Cottbus zusammen mit Peitz bereits 1517 ein Amt war, das von einem besoldeten Hauptmann geführt wurde. Zu den angeblich eingezogenen Kirchengütern des Minoritenklosters (Sandow, Brunschwig, Ostrow, Schmellwitz und halb Döbbrick) sagt das Brandenburgische Klosterbuch, dass dieser Grundbesitz aufgrund des Armutsgebotes des Ordens unwahrscheinlich ist. Eventuell könnte der Orden aus diesen Orten Memorialstiftungen erhalten haben, oder es könnte sich um den Termineibezirk des Klosters gehandelt haben. Auch eine Verwechslung mit dem Cottbuser Heiliggeisthospital bzw. dem Kloster des Heiliggeist-Ordens wird nicht ausgeschlossen, da das Hospital/Kloster nachweislich in Sandow und Brunschwig Besitz hatte. Möglicherweise handelt es sich einfach auch um eine unbegründete Schlussfolgerung aus der Tatsache, dass die besagten Dörfer ab etwa 1537 zum Pfarrsprengel der Unterkirche (= Franziskanerklosterkirche) zusammengeschlossen wurden.
Der Herrschaften Cottbus und Peitz gehörten zwar zur Neumark, die drei Ämter Cottbus, Peitz und Sielow unterstanden jedoch der Kurmärkischen Kammer. Sie werden daher unter der Kurmark geführt. Um 1740 wurde das Amt Cottbus zusammen mit dem Amt Sielow in Generalpacht vergeben. 1780 wurde das Amt Sielow schließlich vollständig in das Amt Cottbus integriert und aufgelöst. 1774 wurden die Vorwerke Maust und Lakoma vom damals neumärkischen Amt Peitz an das kurmärkische Amt Cottbus abgetreten. 1783 hatte das Amt Cottbus 5.987 Einwohner und 1224 Feuerstellen.

## Zugehörige Orte
Die Zusammenstellung folgt Friedrich Wilhelm Bratring (von etwa 1806) und der Topographisch-statistische(n) Uebersicht des Regierungsbezirks Frankfurth a. d. O. von 1820, die den Zustand von 1818 darstellt.
- Amtsweinberg oder Rönscher Vorwerk, Etablissement (in Cottbus aufgegangen)
- Brunschwig auf dem Berge, Dorf (heute im Wohnplatz Brunschwig des Ortsteils Ströbitz aufgegangen)
- Brunschwig in der Gaße, Dorf (heute im Wohnplatz Brunschwig des Ortsteils Ströbitz aufgegangen)
- Burg-Dorf (1820: Dorf)
- Burg-Kolonie (1820: Kolonie)
- Burg-Kauper (1820: Kolonie)
- Cottbus, Vorwerk
- Cottbusser Mühlen, vier Wassermühlen und eine Papiermühle
- Cottbusser Fischhälterhaus, einzelnes Haus
- Dahlitz, Dorf
- Dissen (1820: Dißen, Dorf)
- Dißener Schäferey, Schäferei
- Döbbrick (1820: Döbbrig, Dorf)
- Glinzig (1820: Dorf)
- Glinzig Fischerhof, Vorwerk
- Kutzeburger Mühle (1820: Kutzenburger oder Kurzenburger Mühle, Wassermühle)
- Lacoma (1820: Dorf und Vorwerk) (1806: Amt Cottbus und Amt Peitz)
- Markgrafenmühle, Wassermühle (südlich von Cottbus, westlich von Branitz an der Spree)
- Maust (1820: Dorf und Vorwerk)
- Mauster Schäferei
- Ostrow (1820: Dorf)
- Peitzer Fischhof, einzelnes Haus
- Sandow (1820: Dorf)
- Sandower Mühle, Wassermühle
- Schlößchen, Weinbergshäuser
- Saspow (1820: Dorf, anteilig, anderer Anteil Domänenamt Peitz)
- Schmellwitz (1820: Dorf)
- Skadow (1820: Dorf, anteilig, anderer Anteil Domänenamt Peitz)
- Striesow (1820: Dorf)
- Ströbitz (1820: Dorf, anteilig, anderer Anteil Kämmerei Cottbus)
- Sielow (Sylow), Dorf
- Sylower Schäferey (in Sielow aufgegangen)
- Zahsow (1820: Dorf)

Das frühere Amtsgebäude des Amtes Cottbus, nebst Stall und Waschhaus, Hofraum und Garten wurde 1819 verkauft. Um 1770 übernahm Christian Gottlieb Hubert die beiden Ämter Cottbus und Sielow in Generalpacht. Er begründete eine Pächterdynastie auf diesen beiden Vorwerken. 1782 kaufte er von der Witwe des 1778 verstorbenen Carl Johann Erdmann von Thielau und dessen vier Söhnen für 10.000 Taler das Rittergut Ressen, eine brandenburgische Exklave im Calauischen Kreis der Niederlausitz. Er verkaufte Ressen 1802 für 22.500 Taler an Frau Johanna Tillich geb. Krüger. 1788 kaufte er von Heinrich Wilhelm Ehrenreich von Kottwitz das Dorf Bloischdorf, eine Exklave des schlesischen Kreises Sagan in der damals sächsischen Niederlausitz für 9.500 Taler. Christian Gottlieb Hubert starb am 8. Februar 1811 in Cottbus. Auf dem Amt Cottbus folgte sein Sohn Ferdinand Gottlob als Amtsinhaber nach, der am 2. November 1829 gestorben ist. Der Sohn Carl Christian Gottlob übernahm Bloischdorf. Ferdinand Gottlob Hubert konnte 1823 noch Stradow bei Vetschau/Spreewald von Helene Wilhelmine von Langenn geb. von Schönberg für 39.500 Taler erwerben. Sein Nachfolger im Amt Cottbus sein Sohn Julius Gottlieb Hubert verkaufte Stradow 1834 an seine Schwester Ulrike Ferdinandine von Arenstorff für 40.000 Taler.

## Amtleute
- 1517 Balthasar von Buch, Hauptmann der Ämter Cottbus und Peitz[1]
- bis 1554 Ulrich von Pack
- 1554 Berthold von Mandelsloh
- bis 1610 Wedigo Reimar Edler von Putlitz
- bis 1627 (†). Amtshauptmann Gebhard von Alvensleben[9]
- 1627 Hieronymus von Kottwitz, Verweser
- 1634 Georg Abraham von Grünberg, Hauptmann der Ämter Cottbus und Peitz
- 1767 Otto Dieterich Krüger[10]
- 1770 Christian Gottlieb Hubert, Amtsrat und Generalpächter der Ämter Cottbus und Sielow[11]
- 1775 Christian Gottlieb Hubert, Amtsrat[12]
- 1798 bis 1829 Ferdinand Gottlieb Hubert, Amtsrat[13] 1804: Oberamtmann
- ab 1829 dessen Sohn Julius Gottlieb Hubert, Oberamtmann
- 1832 Hubert, Amtsrat
- 1839 Hubert, Oberamtmann
- 1848 Hubert, Oberamtmann